# Roger Bart
Roger Bart (Norwalk Connecticut, 29 de setembro de 1962) é um ator americano. Ele ganhou um Tony Award e um Drama Desk Award por sua atuação como Snoopy no revival de You're a Good Man, Charlie Brown de 1999. Seus outros prêmios incluem um SAG Award e três indicações ao Outer Critics Circle Award.
Ele também gravou a canção "Go the Distance" do filme de animação Hércules de 1997, que foi indicado ao Oscar e ao Globo de Ouro.